# Clelia

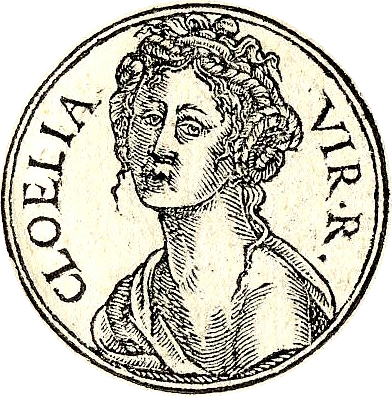
Clelia nel Promptuarii Iconum Insigniorum

Clelia (in latino Cloelia) è una figura della mitologia romana.

## Il racconto
Porsenna, lucumone etrusco di Chiusi, era alleato dei Tarquini e la ricevette come ostaggio dai romani, assieme a altre nobili fanciulle, nel 507 a.C. nel corso dell'assedio di Roma. La ragazza però decise di fuggire dal campo etrusco: dato che gli etruschi avevano portato i cavalli al fiume, si mischiò ad essi e attraversò il Tevere a nuoto sotto la pioggia di frecce etrusche, per raggiungere Roma. Porsenna pretese la sua restituzione e fu accontentato, ma, ammirandone il coraggio, la liberò inviolata, le donò un cavallo e le permise di scegliere altri ostaggi da liberare.
Della sua figura leggendaria esistono due versioni.
- Prima versione:

Clelia, con altre nove ragazze, fu consegnata a Porsenna dai Romani come pegno per un patto di pace tra loro e gli Etruschi. Clelia incoraggiò le compagne a fuggire dall'accampamento etrusco attraversando il Tevere a nuoto, mischiate ai cavalli degli Etruschi. Così facendo, Clelia rimase sulle sponde del fiume per sorvegliare le ragazze in fuga. Una sentinella di Porsenna (o lui in persona) trovò la ragazza e la consegnò a Porsenna che la liberò estasiato dal suo coraggio.
- Seconda versione: (Riportata da Tito Livio ed Aurelio Vittore)

Clelia fu consegnata a Porsenna da sola per pegno di pace (o assieme ad altri giovani, secondo Livio). Era una ragazza ribelle e cercò quindi un espediente per scappare dall'accampamento etrusco. Si ingegnò e trovò il modo: attraversare il Tevere a nuoto. Arrivata a Roma, Porsenna venne a sapere che era fuggita e ne pretese la restituzione. Fu così che i Romani riconsegnarono la ragazza, che il re etrusco non solo protesse, ma onorò, permettendole di scegliere gli altri ostaggi da liberare e che Clelia indicò in alcuni dei più giovani. 

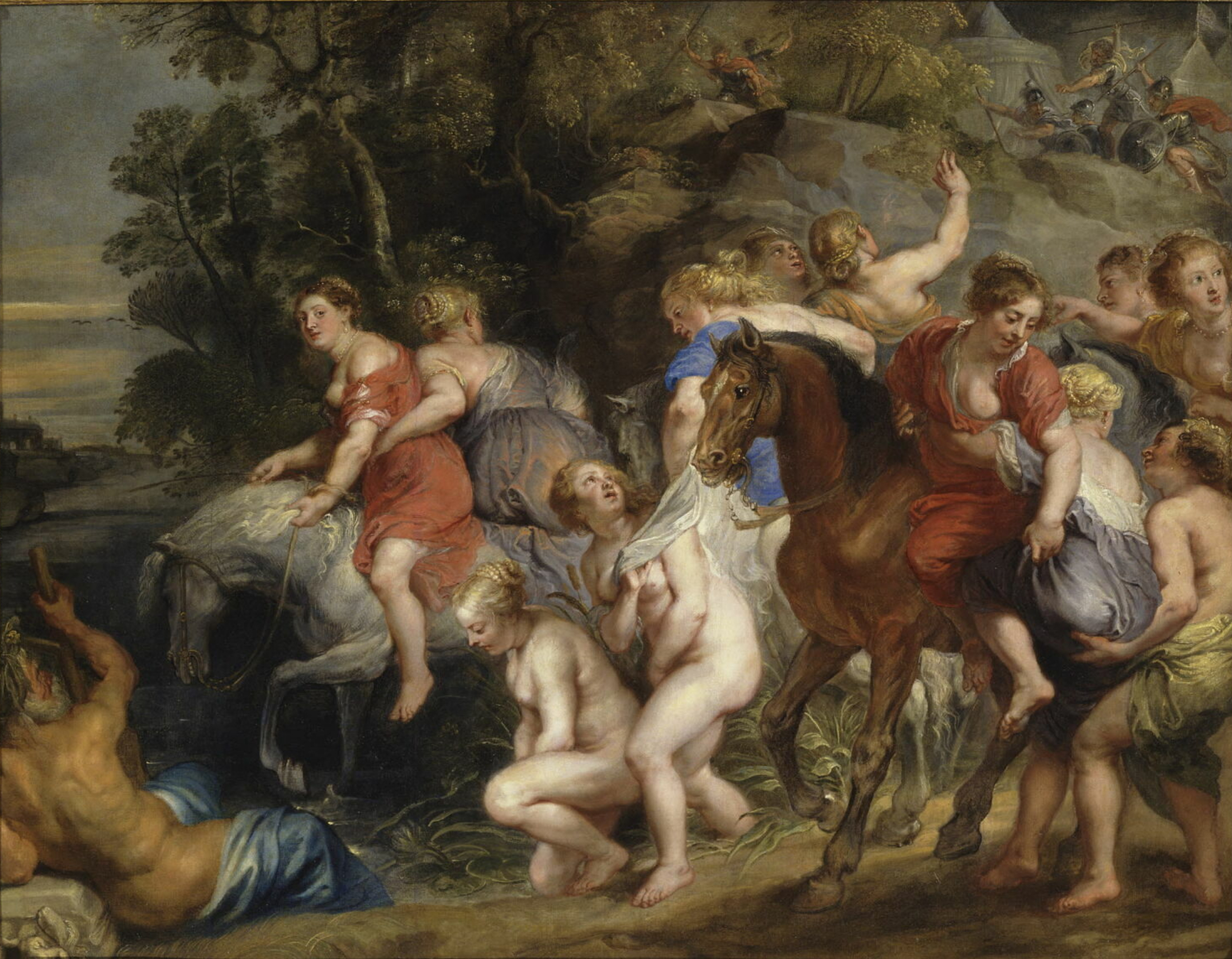
Clelia attraversa il Tevere, dipinto di Rubens al Louvre di Parigi

Una volta conclusa la pace, i Romani immortalarono il gesto di estremo coraggio della ragazza con una statua equestre in cima alla Via Sacra, un luogo molto frequentato. La statua esisteva ancora in epoca classica e Seneca dice che mancò solo a Clelia di essere annoverata tra gli uomini, visto l'altissimo onore con cui era stata premiata: la sua statua era quasi un muto rimprovero ai giovani che si facevano trasportare in comode lettighe in città.